# James Johnson (Politiker, 1774)
James Johnson (* 1. Januar 1774 im Orange County, Colony of Virginia; † 13. August 1826 in Washington, D.C.) war ein US-amerikanischer Politiker. Er war der Bruder von Richard Mentor Johnson und John Telemachus Johnson sowie der Onkel von Robert Ward Johnson.

## Werdegang
James Johnson zog 1779 mit seinem Vater nach Kentucky, wo er später einem Vorbereitungsstudium nachging. Danach entschloss er sich eine politische Laufbahn einzuschlagen. Er kandidierte 1808 für einen Sitz im Senat von Kentucky, wo er nach erfolgreicher Wahl diente. Ferner war er während des Britisch-Amerikanischen Krieges von 1812 als Oberstleutnant in der US Army tätig. Nach dem Krieg war er als Kontraktor für Versorgungsmaterialien für die Truppen im westlichen Grenzland zwischen 1819 und 1820 tätig. Er war im Jahr 1820 auch Präsidentschaftswahlmann für James Monroe und Daniel D. Tompkins. Später wurde er als Anhänger von Andrew Jackson in den 19. US-Kongress gewählt, wo er vom 4. März 1825 bis zu seinem Tod am 3. August 1826 verblieb. Er wurde auf dem Familienfriedhof in Great Crossings beigesetzt.